# Ereca sangensis
Ereca sangensis is een hooiwagen uit de familie Assamiidae.